# دانشجو آنلاین
دانشجو آنلاین از وبگاه‌های اطلاع رسانی جنبش سبز بوده که توسط گروهی از دانشجویان و فعالین دانشگاه تهران در شهریور ۱۳۸۹ راه اندازی شده‌است .

## درباره سایت
دانشجو آنلاین از جمله وبگاه‌هایی است که به دانشجو و دانشگاه اهمیت فراوانی می دهد و به مکانی برای گردآوردی اخبار از دانشجویان ایرانی تبدیل شود . 

## زمینه فعالیت
سایت دانشجو آنلاین در حوزه پوشش خبری فعالیت‌های دانشجویان  و نیز گردآوری و انتشار رادیو . فعالیت در زمینه‌های علمی ، فرهنگی و هنری از دیگر فعالیت‌های وبگاه دانشجوآنلاین است .